# Sommerfelt Peak
Sommerfelt Peak är en bergstopp i Kenya.   Den ligger i länet Kirinyaga, i den centrala delen av landet, 130 km norr om huvudstaden Nairobi. Toppen på Sommerfelt Peak är 4 396 meter över havet.
Terrängen runt Sommerfelt Peak är bergig åt sydost, men åt nordväst är den kuperad.  Trakten runt Sommerfelt Peak är nära nog obefolkad, med mindre än två invånare per kvadratkilometer. Det finns inga samhällen i närheten. Trakten runt Sommerfelt Peak består i huvudsak av gräsmarker.